# Miłowice (Basse-Silésie)
Pour les articles homonymes, voir Miłowice.
Miłowice est une localité polonaise de la gmina de Dziadowa Kłoda, située dans le powiat d'Oleśnica en voïvodie de Basse-Silésie.